# Aida Fernández Ríos
Aida Fernández Ríos   (Vigo, 4 de març de 1947 - Moaña, 22 de desembre de 2015) va ser una científica, doctora en biologia i oceanògrafa espanyola.

## Biografia
Va néixer en el si d'una família treballadora, en el barri de Peniche (Vigo). Va començar els estudis a l'Escola de Comerç de Vigo, però per qüestions familiars va haver de posar-se a treballar en una impremta. No obstant això, el seu entorn la va animar a prosseguir els estudis de Peritatge Mercantil, que va concloure acudint a classes de reforç a l'Aliança Francesa. Allí va conèixer una investigadora en espècies marines de l'Instituto de Investigaciones Pesqueras (IIP, actualment Instituto de Investigaciones Marinas IIM-CSIC) i Fernández Ríos va quedar impressionada amb la seva feina. L'experta la va animar a presentar-se a les oposicions per a ajudant dins de l'organisme pertanyent al Centro de Investigaciones Científicas (CSIC). Va aprovar l'examen i el 1972 va començar a treballar com a auxiliar de laboratori, a l'IIP, a Vigo.
Va compaginar la feina amb els estudis de Biologia, que va iniciar a la Universitat de Vigo i va continuar a la de Santiago de Compostel·la. Va rebre el grau de doctora en Biologia el 1992 per la Universitat de Santiago de Compostel·la amb la tesi El fitoplancton en la ria de Vigo y sus condicions ambientals, dirigida per Fernando Fraga.
Sempre es va mantenir molt vinculada a la seva ciutat natal, participant en diversos cercles i associacions locals, com la creada per a l'impuls i dinamització de la zona, o en causes solidàries i socials. Va morir en un accident automobilístic a Moaña el 22 de desembre de 2015.

## Trajectòria i recerques
Fernández Ríos va participar en més de cinquanta projectes de recerca a tot el món, realitzant estades en reconeguts centres. A Europa, en el James Rennell Center for Ocean Circulation de Southampton i en el Laboratoire de Physique des Océans (CRNR-IFREMER-Université) a Brest, i als Estats Units, en el Brookhaven National Laboratory Associated Universities a Long Island, entre d'altres. Va participar en trenta campanyes oceanogràfiques en els oceans Atlàntic i Índic i a l'Antàrtida, en cinc de les quals va ser cap científica.
Va ser considerada «una de les expertes principals d'Europa» en la relació entre les emissions de diòxid de carboni d'origen antropogènic i l'augment de l'acidesa en l'aigua de la mar, principalment a l'Oceà Atlàntic.
També va investigar sobre la profunditat de l'oceà i els canvis en pH que s'hi esdevenen. A través del seu treball, Fernández Ríos va sostenir i argumentar que les observacions de l'acidesa augmentada en l'oceà Atlàntic s'expliquen pels canvis en l'acumulació del diòxid de carboni produït per l'activitat humana més que per les fonts naturals.
Va publicar més d'un centenar de treballs de recerca en revistes internacionals, 92 en revistes del SCI (Scientific Citation Index) amb més de 3.000 cites, a més de les publicacions en la revista Science. També va ser revisora de moltes publicacions científiques i va participar en més de 50 conferències internacionals.
Va ser la primera dona directora de l'Institut de Recerques Marines (IMM) i va promocionar fins al grau més alt en el CSIC, el de professora de Recerca.
De 2006 a 2011 va ser directora del Consell Superior d'Investigacions Científiques, i també va presidir el comitè espanyol pertanyent al Comitè Internacional Geosfera de Programa de la Biosfera, estudiant el canvi climàtic de 2005 a 2011.
Va ser la tercera dona a ingressar en la Reial Acadèmia Gallega de Ciències (RAGC) el 18 de juny de 2015, any en què la institució va començar una nova etapa, promovent la presència de les dones investigadores, històricament relegades en aquella acadèmia. Fernández Ríos hi va dictar el seu discurs inaugural sobre l'acidesa creixent de l'Oceà Atlàntic a causa del diòxid de carboni, «Acidificación del Mar: Unha conseqüència das emisións de CO₂».

## Honors i premis
La Reial Acadèmia Gallega de Ciències i la Diputació de Pontevedra van organitzar el 2020 la 1a Edició del Cicle de Conferències Aida Fernández Ríos, per a difondre la ciència i la tecnologia i promocionar la labor científica feta a Galícia.
El 2016, la Universitat d'Alacant va establir el Premi Aida Fernández Ríos en honor seu, per a concedir a la millor presentació oral feta en el Simposi Internacional de Ciències del Mar SIQUIMAR.
El 2001 va ser guardonada amb el premi Galega Destacada per tota la seva carrera científica.